# 水心街道
水心街道是中国浙江省温州市鹿城区下辖的一个街道办事处，面积2.45平方千米，人口4.44万人。办事处驻清明桥新村，邮编：325028。辖清明桥、花坦头、西站、昌明、隔岸路、杏花堂、茶花、松柏、菱藕、桃李、桂柑、昌盛、枫桦13个居民区，九山、水心2个行政村。。